# Bodianus masudai
Bodianus masudai är en fiskart som beskrevs av Chuichi Araga och Yoshino, 1975. Bodianus masudai ingår i släktet Bodianus och familjen läppfiskar. IUCN kategoriserar arten globalt som livskraftig. Inga underarter finns listade.

## Bildgalleri

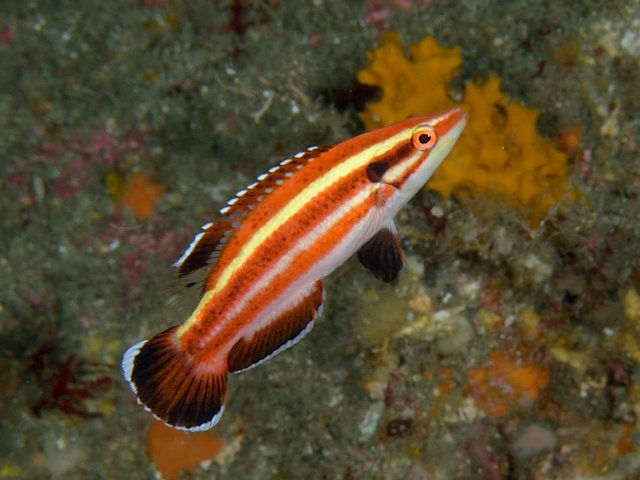